# Černice (Horní Jiřetín)

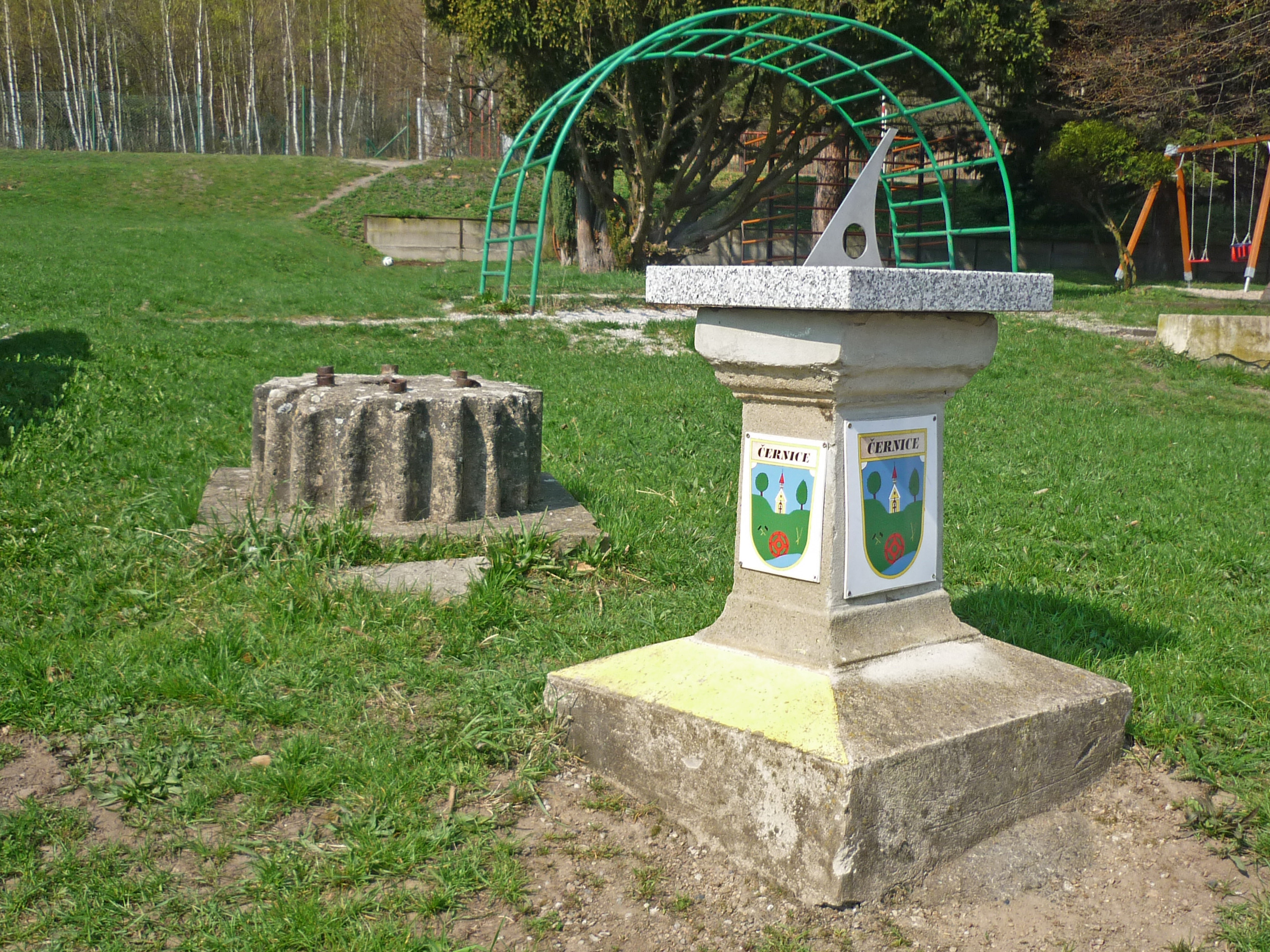
Denkmal zur Erinnerung an die ehem. Kaiser-Franz-Josef-Jubiläums-Kapelle in Tschernitz

Černice (deutsch Tschernitz) ist ein Ortsteil der Stadt Horní Jiřetín in Tschechien. Er liegt zwei Kilometer westlich von Horní Jiřetín und gehört zum Okres Most.

## Geographie
Černice befindet sich am südlichen Fuße des Erzgebirges am Rande einer Halden- und Tagebaulandschaft im Nordböhmischen Becken. Nördlich erhebt sich der Kapucínský vrch, auch Kapucín (Kapuzinerhauberg, 743 m), im Südwesten der Janský vrch (Johannisberg, 739 m), westlich der Černický vrch (Sattelberg, 566 m), die Homolka (844 m), Medvědí skála (Bärenstein, 924 m) und der Lišcí vrch (Fuchsberg, 905 m). Nördlich von Černice verläuft am Gebirgshang der převaděč Černického a Šramnického potoka, eine aus Gräben und Röschen bestehende Wasserleitung, die die Bäche Černický potok (Flößbach) und Šramnický potok anzapft und ihr Wasser am Tagebaugebiet vorbei in den Jiřetinský potok leitet. Östlich des Dorfes liegt der Teich Černice. Durch den Ort führen die Gleise eines stillgelegten Abschnitts der Bahnstrecke Děčín–Chomutov.
Nachbarorte sind Lniště und Mariánské Údolí im Norden, Horní Jiřetín im Nordosten, Záluží im Osten, Komořany im Süden, Jezeří im Südwesten, Červená Jáma im Westen sowie Pachenkov und Mikulovice im Nordwesten.
Die umliegenden Ortschaften Čtrnáct Dvorců und Dolní Jiřetín im Südosten, Ervěnice im Süden und Albrechtice im Südwesten fielen dem Braunkohlenbergbau zum Opfer.

## Geschichte
Die erste urkundliche Erwähnung des Dorfes Cyrinin erfolgte im Jahre 1250, als Wenzel I. den Ort dem Kloster Osek überließ. Cyrinin lag zu dieser Zeit am Ufer des 5600 ha großen Kommerner Sees, auf dessen Fläche später die Seewiese angelegt wurde. Später erwarb das Benediktinerkloster Porta Apostolorum den Ort und verkaufte ihn 1325 der Deutschordensritterkommende in Komotau.
Unter den Grafen von Lobkowicz wurde Cyrinin 1623 an die Herrschaft Eisenberg angeschlossen. 1647 entstand das Alaunbergwerk. In der berní rula von 1654 ist der Ort als Ztssyrnice aufgeführt. Der Name Tschernitz ist seit 1720 gebräuchlich. 1772 bestand der Ort aus 72 Häusern. Um 1800 wurde der Alaunschieferbergbau eingestellt. Zu Beginn des 19. Jahrhunderts begann die Besiedlung des Flößbachtals.
Nach der Aufhebung der Patrimonialherrschaften bildete Tschernitz ab 1850 einen Ortsteil der Gemeinde Neundorf an der Biele in der Bezirkshauptmannschaft Komotau. Am Flößbach wurde das Herrschaftlich Lobkowiczsche Sägewerk und seit 1900 auch eine Lohmühle betrieben.
1879 erfolgte die Umgemeindung nach Ulbersdorf. Im Jahre 1884 wurde die Eisenbahn von Komotau nach Ossegg eingeweiht, die den Ort ohne Halt durchfuhr. 1873 erfolgte am Hüttenbach die Teufung des Lyell-Schachtes. Die Braunkohlenzeche wurde jedoch bereits 1877 wegen ihrer minderwertigen Kohle und starken Wassereindrangs stillgelegt. 1898 lebten in den 62 Häusern von Tschernitz 294 Menschen. Die alte Essigfabrik wurde ab 1927 von der  Verwertung tierischer Nebenprodukte des Fleischergewerbes in Böhmen genutzt, deren Betrieb bei der Bevölkerung wegen starker Geruchsbelästigungen nicht unumstritten war. 1930 hatte das Dorf 624 Einwohner und bestand aus 104 Häusern. In Tschernitz lebten zu dieser Zeit 532 Deutsche und 84 Tschechen. Nach dem Münchner Abkommen wurde das Dorf 1938 dem Deutschen Reich zugeschlagen und gehörte bis 1945 als Ortsteil von Gebirgsneudorf zum Landkreis Komotau.
Nach dem Ende des Zweiten Weltkrieges kam Černice zur Tschechoslowakei zurück. Die Einwohnerzahl war durch Flüchtlinge aus den Bombardierungsgebieten zu dieser Zeit auf etwa 1000 angewachsen. Nach der Vertreibung der deutschen Bevölkerung lebten 1950 516 Menschen in Černice. Ab 1949 gehörte Černice zum neu errichteten Okres Litvínov. Mit Beginn des Jahres 1961 wurde der Ort nach Horní Jiřetín umgemeindet und kam zum Okres Most. Im Jahre 1970 hatte Černice 385 Einwohner und im Jahre 2009 waren es 257. Der Ort besteht aus 87 Häusern.

## Sehenswürdigkeiten
- Liščí skály, Felsformation nordwestlich des Dorfes am Kapucínský vrch
- Josefinina skála, Felsformation, im Tal des Černický potok, westlich des Ortes
- Reste der mittelalterlichen Burg bei Albrechtice, südwestlich von Černice am Hausberk (Hausberg)

## Ehemalige Bauwerke
- Kapelle, das 1909 als Kaiser-Franz-Josef-Jubiläumskapelle errichtete Bauwerk überstand die Zeit des Kommunismus als Ruine. Sie wurde zwischen 1991 und 1992 abgerissen, nachdem sich in einem Referendum die Einwohner mehrheitlich gegen einen Erhalt und Instandsetzung entschieden hatten. An ihrer Stelle befindet sich eine verwahrloste Betonfläche.